# エクスワード
エクスワード (EX-word) は、カシオ計算機の電子辞書のブランドである。2004年以降、電子辞書業界において販売台数のシェア1位で、シャープのBrainやセイコーインスツル（SII）のDAYFILERなどの機種がこれに追随している。キャッチフレーズは、『知る、聞く、学ぶに、歓びを。』
なお、1981年（昭和56年）10月に電子辞書第1号機「TR-2000」が発売された。

## ラインアップ
| XD-Z6500（2018年度モデル） |  | XD-Z6500（2018年度モデル） |
| XD-Z6500（2018年度モデル） |  |                            |

以下のタイプの端末が販売されている。大きく分けて、プロフェッショナル・生活/教養・ビジネス・学生・外国語・専門・コンパクト・スタンダードの8つのタイプがある。
プロフェッショナル日本語・英語系の大辞典や、様々な専門書を数多く収録。全1種類。
生活/教養言葉や文化、歴史や自然に触れて、日本の知識を深める。全2種類。
ビジネスTOEICテストやビジネス英語、実務スキルを高める。全1種類。
学生（小・中・高校生）学生向け。国語や英語に関する辞書の他に古語辞典や日本史、世界史、受験に関係する問題集などの書籍が充実している。但し、これら収録書籍は高機能化に伴い総合タイプでも収録される傾向にある。DATAPLUS8では新たに小学校低学年向けモデルも追加された。全6種類。
外国語語学習得に役立つ外国語モデル。英語のほかに中国語、ドイツ語、フランス語、イタリア語、スペイン語、韓国語、ロシア語モデルがある。全8種類。
専門（理化学・医学）理化学は、理系の専門用語、専門英語を収録した辞典をはじめ、物理、化学、数学などの分野をカバーする専門性の高いコンテンツを収録。医学は、医学用語から薬の知識まで網羅した医療関係者必携のコンテンツを収録。全3種類。
コンパクト会議から出張まで、ビジネスシーンで活躍するコンパクトモデル。全9種類。
スタンダード使いやすい手帳サイズ。充実の基本性能を凝縮。全6種類。

## 特徴と歴代モデル
2006年度以降の主力モデルについて述べる。コンパクト・シンプル/スタンダードや一部の下位モデルについてはこの限りでない。
- 液晶パネルにバックライトが付いているため暗い所でも見やすい。
- 本体の開閉に応じて電源をON/OFFする機能が付いている。
- 堅牢性を追求した強化設計「TAFCOT（タフコット）」を採用しており、落下に強い、加圧に強い、振動に強いなどの衝撃を軽減し、通勤・通学時も安心としている。
- 高精細なHVGA（解像度が320×480）液晶を搭載。近年の型だと864×480ドットとさらに高精細になっている。

## 歴代機種
| XD-GW6800（総合モデル） |  | XD-GW6800（総合モデル） |
| XD-GW6800（総合モデル） |  |                         |

| XD-ST4800（学習モデル） |  | XD-ST4800（学習モデル） |
| XD-ST4800（学習モデル） |  |                         |

| XD-WP6800（2005年度モデル） |  | XD-WP6800（2005年度モデル） |
| XD-WP6800（2005年度モデル） |  |                             |

現在ではコンパクト・シンプル/スタンダード以外は全てこのシリーズとなっている。専用のデータカードで辞書を追加したり、パソコンからUSB接続でCD-ROMの辞書を追加できる。（DATAPLUS4以降の製品ではカードのインターフェースがSDカードからmicroSDカードに変更になった。）辞書以外にも、テキストファイルを追加でき、本機で、例えば青空文庫といったコンテンツも読むことができる。ネイティブ発音機能があり、内蔵スピーカーもしくはイヤフォンで聞くことができる。
XD-Hシリーズ2004年度モデル。
XD-Eシリーズ（DATAPLUS1）2005年度モデル。
XD-ST・XD-GT・XD-Pシリーズ（DATAPLUS2）2006年度モデル。全24種類。
XD-SW・XD-GWシリーズ（DATAPLUS3）2007年度モデル。上記の機能に加え、キーボードの下にタッチパネルが搭載となった。全20種類。
XD-SP・XD-GPシリーズ（DATAPLUS4）2008年度モデル。上記の機能に加え、2つある両面のディスプレイがタッチパネルとなり、キーボード下の液晶も大型化した。また、タッチパネルを搭載した弊害として、バックライトを点けない状態では以前のモデルよりも画面が暗くなってしまっている。全18種類。
XD-SF・XD-GFシリーズ（DATAPLUS4）2009年度モデル。本年度モデルのキャッチフレーズは、『知の可能性、拓く。』である。DATAPLUSの後の数字は今回は2008年から変わらず4のままである。上記の機能に加え、上側のメインディスプレイにクイックパレットと呼ばれるタッチキーが追加されたのと、アクションセンサー（加速度センサー）が搭載され、対応コンテンツでは、傾けるだけで縦横を簡単に切り替えることや、ページめくりができるようになったのが大きな特徴である。
XD-Aシリーズ（DATAPLUS5）2010年度モデル。上記の機能に加え、同社として初のカラー液晶ディスプレイを、全機種に搭載している。また、青空文庫の書籍を日本文学で300作品、外国（世界）文学で100作品収録するようになった。全20種類。
XD-B・XD-Cシリーズ（DATAPLUS6）2011年度モデル。本年度モデルのキャッチフレーズは、『知る、聞く、学ぶに、歓びを。』である。メインパネルだけでなく、サブパネルにもカラー液晶画面を搭載するようになった。また、昨年度より収録された青空文庫の書籍が日本文学で700作品、外国文学で300作品収録するようになった。さらに、クラシック名曲1000フレーズも追加された。全22種類。
XD-Dシリーズ（DATAPLUS6）2012年度モデル。上記の機能に加え、スクロールパッドを導入。指を動かすだけで画面のスクロール、カーソルの移動、項目の決定が行えるようになった。このモデルからMicroSDカードスロットが2つ搭載される（第1スロットが読み書き両対応、第2スロットが読み込み専用）。
XD-Nシリーズ（DATAPLUS7）2013年度モデル。上記の機能に加え、英語系の一部コンテンツにおいて動画再生に対応した（リトル・チャロ NY編など）。
XD-Uシリーズ（DATAPLUS8）2014年度モデル。上記の機能に加え、高校生モデル（XD-U4800）と中学生モデル（XD-U3800）のオプションとしてデジタル単語帳「EX-word with」が追加された。発音学習用のマイクが搭載された。
XD-Kシリーズ（DATAPLUS9）2015年度モデル。サブパネルが非搭載になった。
XD-Yシリーズ（DATAPLUS10）2016年度モデル。上記の機能に加え、English Training Gymに英語系コンテンツの学習進度を一覧表示できるようになり、スマートフォンやタブレットとの連携に対応した。また、機能メニューなど一部機能が一覧から除外され、新設されたホーム画面に集約された。
XD-Gシリーズ（DATAPLUS10）2017年度モデル。English Training Gymに、トレジムプランが追加された。全23種類。
XD-Zシリーズ（DATAPLUS10）2018年度モデル。岩波書店の広辞苑が、10年ぶりに大改訂された。全29種類。
XD-SRシリーズ2019年度モデル。ユニバーサルデザインの視点に基づき、アウトラインフォントを使用され、見やすくなった。また、5段階の文字サイズ切り替えが可能となったり、ゴシック体と明朝体の2種類の文字を選べるようになったりした。
XD-SXシリーズ2020年度モデル。本体記憶容量が500Mに増加され、ブルーライトカット機能、無線通信機能などが追加された。
ST、SW、SP、SFシリーズにはそれぞれ上位モデルとしてGT、GW、GP、GFシリーズがあり、コンテンツがさらに充実するほか、一回り大きい液晶（通常は5インチだが5.5インチ）を搭載している。
Aシリーズ以降は、ラインナップの幅広さは以前とあまり変わらないものの液晶のサイズは統一された。上位モデルほど黒くなる傾向にある（色の名前は同じ（例えば「シャンパンゴールド」）でも、上位モデルの方が黒っぽい部分が多くなる）が、明確な差別化はされなくなった。